# St. Trinitatis (Warlitz)

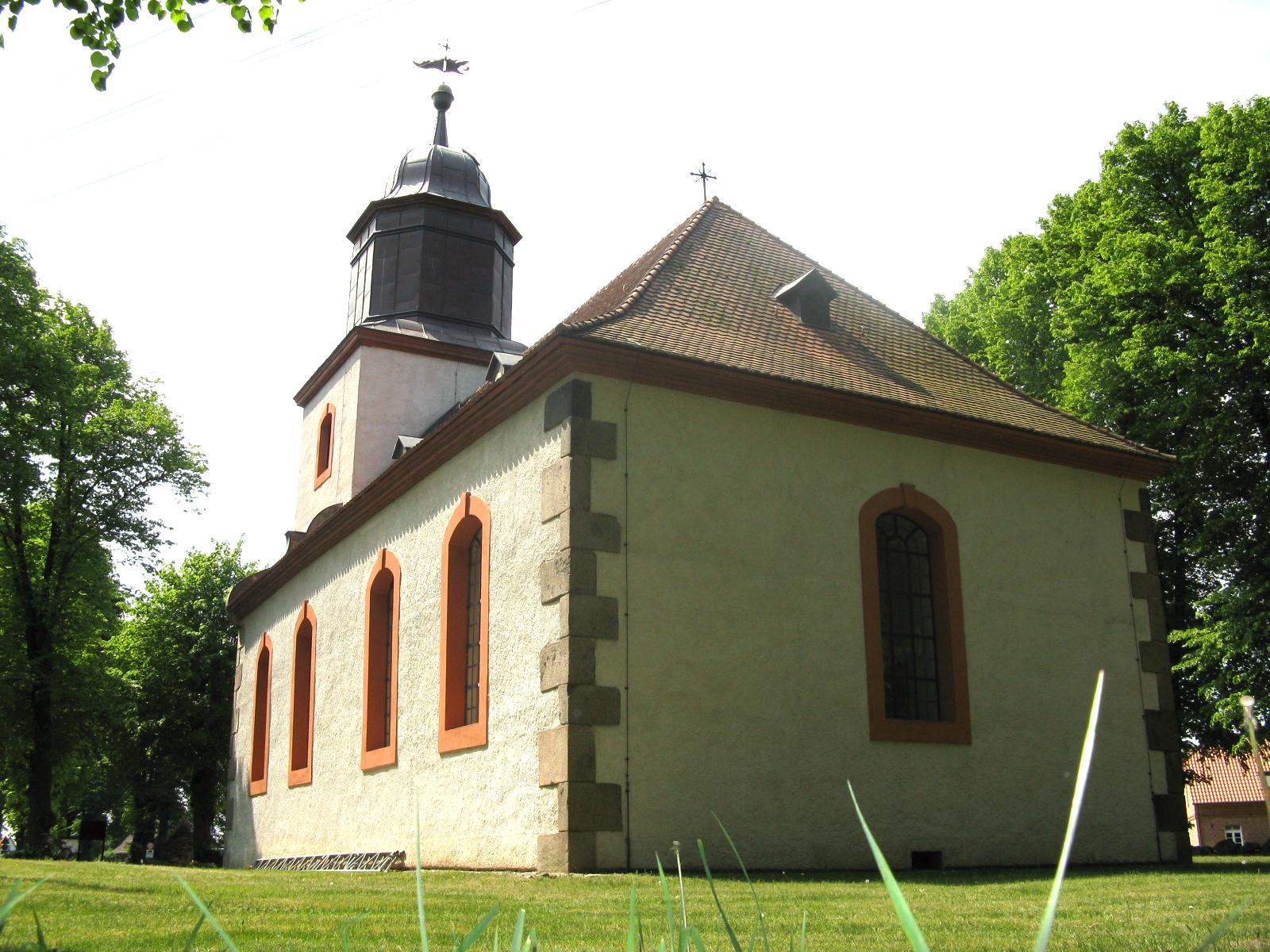
St. Trinitatis

St. Trinitatis zu Warlitz ist eine Barockkirche aus dem 18. Jahrhundert im mecklenburgischen Dorf Warlitz mit einer der letzten beiden Orgeln von Johann Georg Stein in Deutschland. Die Kirchengemeinde gehört zur Propstei Parchim im Kirchenkreis Mecklenburg der Evangelisch-Lutherischen Kirche in Norddeutschland (Nordkirche).

## Geschichte
Die Warlitzer Kirche wurde als Gutskapelle in Eigenverantwortung des örtlichen Patrons errichtet. Den praktischen Status einer dörflichen Filialkirche hat sie, mit Hinzufügung eines Taufbeckens, erst seit dem Jahr 1855.
Während der Bauzeit war der Oberhauptmann Maximilian von Schütz Besitzer des Gutes. 1761 wurde der Hamburger Theologe Heinrich Julius Tode zweiter Pastor in Pritzier, wohin Warlitz eingepfarrt war. Dessen Amtseinführung in Pritzier führte zu einer heftigen Auseinandersetzung mit dem ersten Prediger Georg Ludwig Neubauer, in deren Verlauf Tode so attackiert wurde, dass Maximilian von Schütz ihm im Warlitzer Gutshaus Asyl bot. In dieser Zeit entstand der Plan zum Bau der Kirche, mit welchem Tode beauftragt wurde.
Im Jahre 1767 wurde mit dem Bau der Kirche begonnen. Maximilian von Schütz verband mit dem Bau die Errichtung einer Familiengruft als Zentrum zum Gedächtnis an den mit ihm erlöschenden Zweig seiner Familie. Weil er die Errichtung der Kirche nicht durch den Herzog genehmigen ließ, wurde anonym gegen ihn Anzeige erstattet, was ein Ermittlungsverfahren zur Folge hatte. Dennoch wurde der Bau vollendet und am 10. Juni 1770 (Sonntag Trinitatis) feierlich eingeweiht.
Abgesehen von einer Sanierung um 1868 gab es in der Nachfolgezeit kaum verändernde Eingriffe. 1989 musste auf Grund des bedenklichen Bauzustandes eine Notsicherung vorgenommen werden. Ein im Jahre 1999 gegründeter Förderverein unterstützte die schrittweise Wiederherstellung; Die Neukonstruktion des Dachstuhles, die Verputzung der Außenwände sowie die Restaurierung der Barockorgel fanden bis 2004 statt. Anschließend erfolgte die Restaurierung der Inneneinrichtung; abschließende Höhepunkte waren die Restaurierung der Uhr, der Neuguss der Glocken und die Sanierung der Gruft mit Restaurierung von drei erhaltenen Särgen im Jahre 2013.

## Architektur
Die barocke Kapelle besteht aus einem rechteckigen Kirchenraum mit geradem Ostschluss und eingezogenem Westturm und ist aus Feldbruchsteinen erbaut. Diese Bauweise war materialsparend, machte aber die Verputzung des Äußeren der Kirche erforderlich. Der Putz kann jedoch nicht lange gehalten haben, denn zumindest seit hundert Jahren ist die äußere Erscheinung als Feldsteinkirche überliefert. Die Wiederherstellung des Putzes war anlässlich der Sanierung dringend geboten, da Feuchtigkeit ungehindert in das Mauerwerk eindringen konnte. Der Turm wird bekrönt mit einem kupfernen oktogonalen Helm, in welchen das Zifferblatt der Uhr eingefügt ist, auf welchem sich eine welsche Haube befindet.
Die aufwändigen Portale wurden durch Johann Heinrich Körner aus Velpker Sandstein gefertigt. Im Hauptportal befindet sich eine Bekrönung mit lateinischem Widmungsspruch, dem Wappen der Familie Sinold genannt Schütz und der Jahreszahl 1768 in römischen Lettern.

## Ausstattung

### Innere Einrichtung

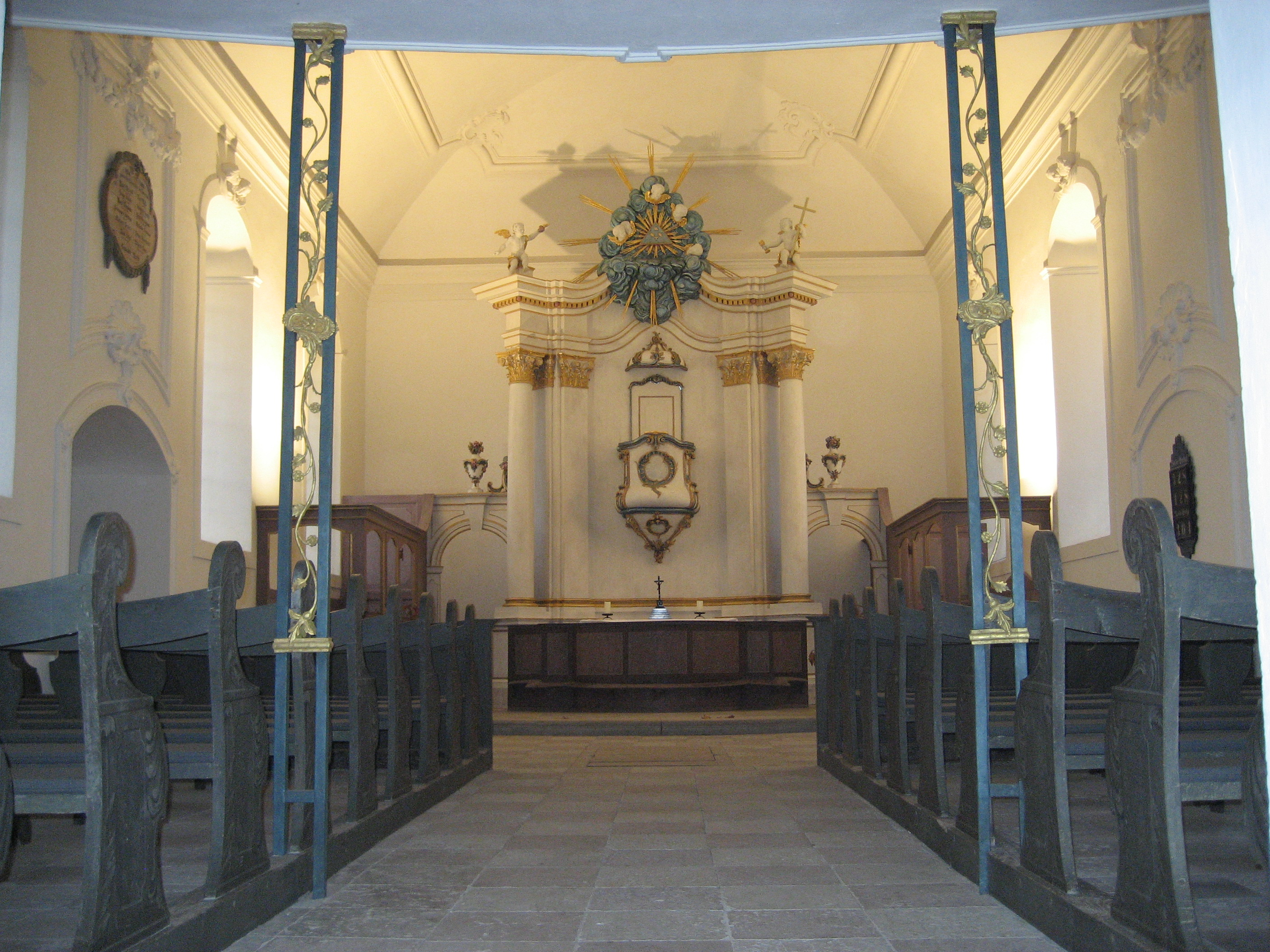
Blick in den Kirchenraum

Der mit neun Fenstern erleuchtete rechteckige Kirchenraum ist durch den mittig angelegten Gruftzugang in zwei Hälften geteilt. Den Ostteil dominiert der mit Säulen flankierte Kanzelaltar. Ihm zur Seite befinden sich die geschlossenen Patronatslogen der Warlitzer und Setziner Güter, davor die offenen Logen für die Lehrerfamilien. Das im Westteil befindliche Gemeindegestühl besteht aus zwei Blöcken zu neun Reihen. Die Bänke sind in bemerkenswerter Weise wie Wasserwellen gestaltet, auf den inneren Wangen sind Schaumkronen aufgemalt. Die im Westen befindliche Orgelempore wird von eisernen Stützen elegant getragen, in welchen goldene Pflanzenornamente gearbeitet sind, die sowohl nach unten als auch nach oben wachsen.
Der Raum wird bekrönt mit einem stuckierten Spiegelgewölbe.

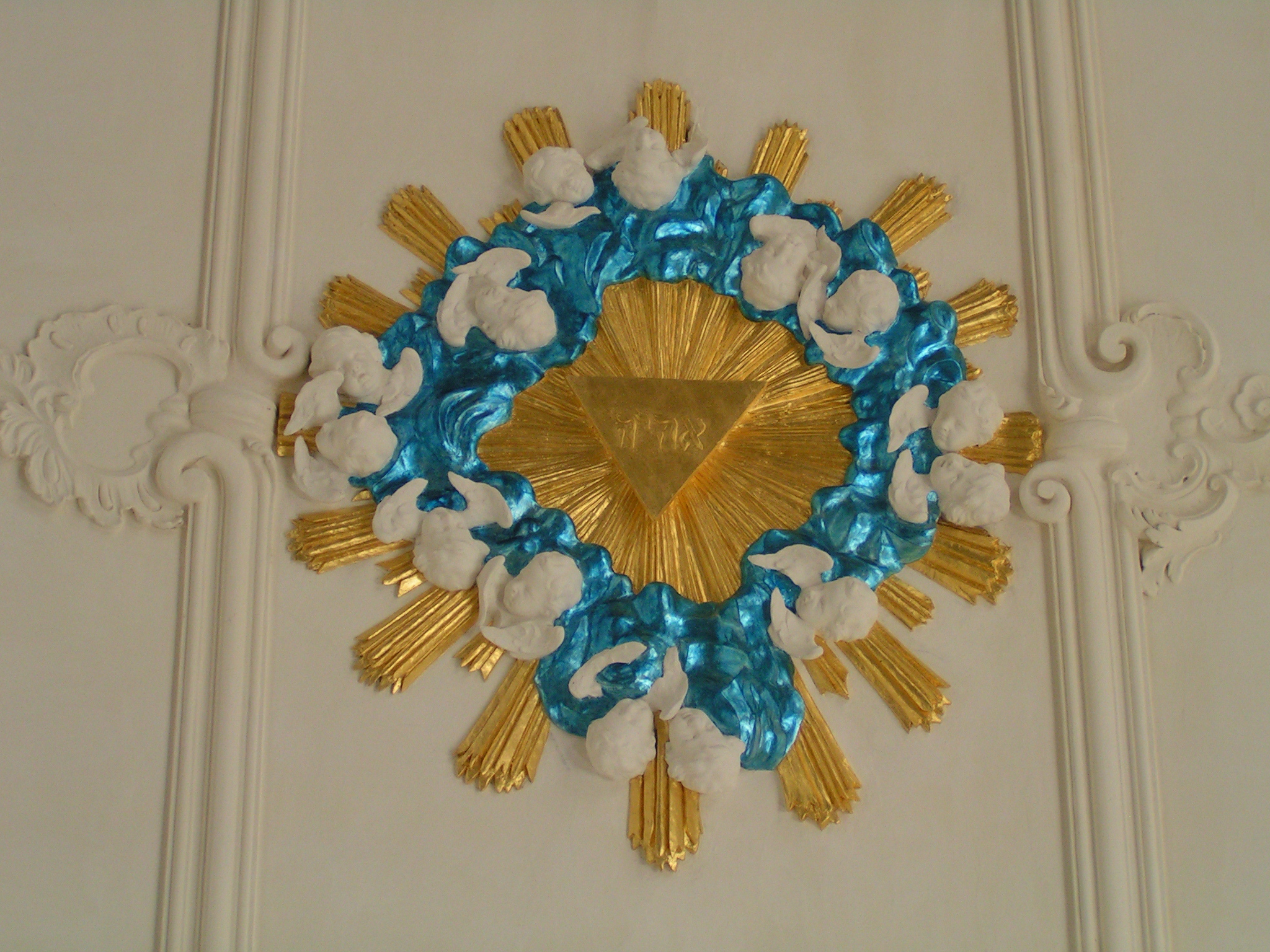
Deckenspiegel

Genau in der Mitte befindet sich ein Deckenspiegel, in welchem das goldfarbene trinitarische Dreieck mit Strahlenkranz, das in hebräischen Buchstaben das Zitat von Gottes Anrede an Mose aus Ex 3,14 enthält, das Zentrum bildet. In der dieses Dreieck ringförmig umgebenden blau gefassten Wolke sind 14 Engelsköpfe aus Stuck enthalten. Der Deckenspiegel befindet sich exakt über dem Gruftzugang. Das Spiegelgewölbe ist durch zwei Stuckrahmen mit zehn Stuckmedaillons gegliedert.
Den wertvollen plastischen Schmuck an Altar und Orgel lieferte der braunschweigische Hofbildhauer Johann Heinrich Oden.
Joachim Heinrich Krüger aus Wismar besorgte die Ausmalung der Kirche, wie auf der Rückseite des Altars eingetragen ist.
Die innere Einrichtung, deren Programm bis ins Detail genau durchdacht ist, beruht auf den Plänen von Heinrich Julius Tode. Sie wurde in den Jahren 2004 bis 2007 durch die Restaurierungswerkstätten Hilke Frach-Renner und Dirk Zacharias (Dresden) umfassend restauriert, wobei auf die original erhaltene Farbfassung besondere Rücksicht genommen wurde.

### Orgel

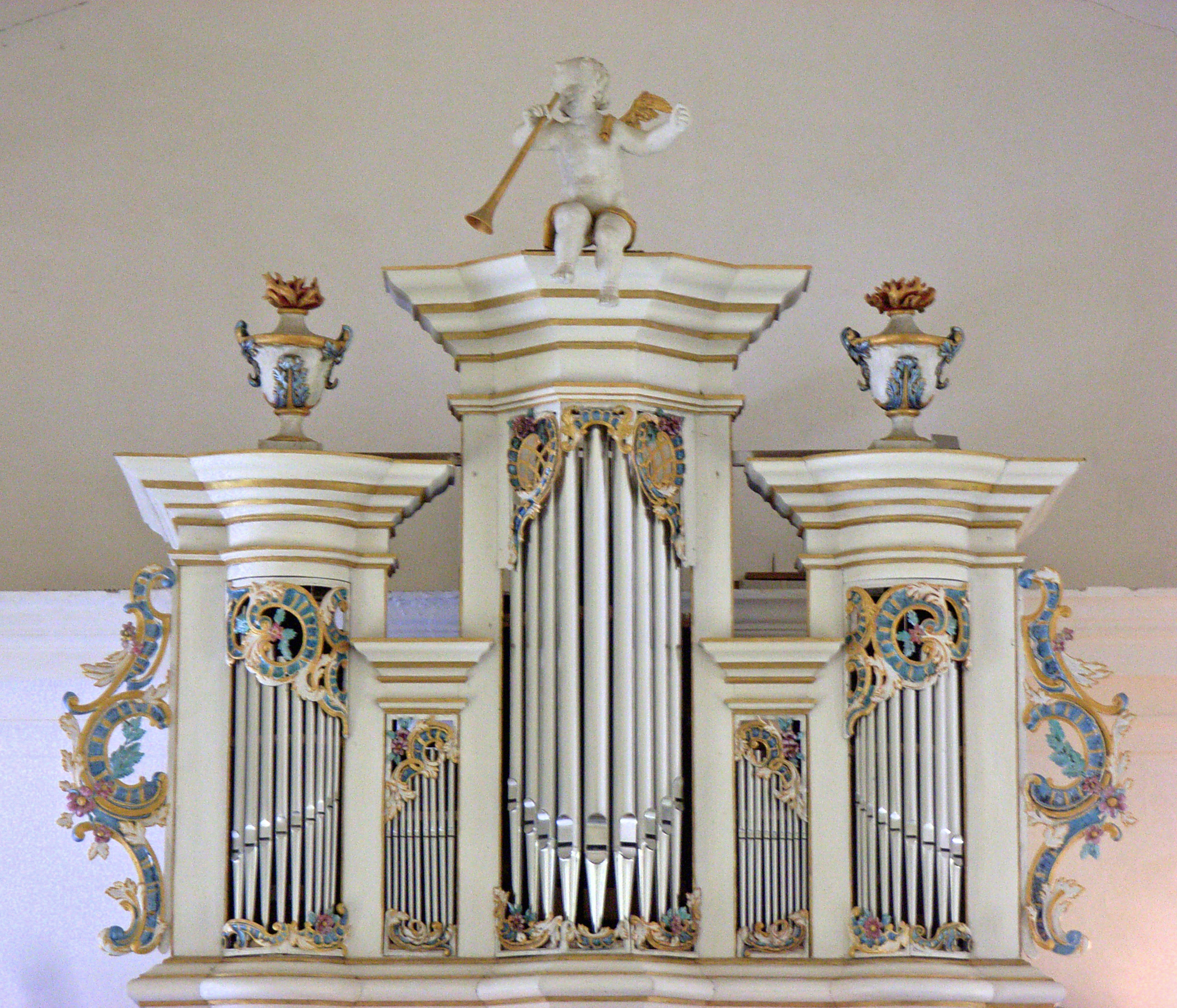
Warlitzer Barockorgel

Die kleine Barockorgel stammt von Johann Georg Stein, Orgelbauer aus Erfurt, der sich später in Uelzen und Lüneburg niederließ und von dort aus viele Orgeln geliefert hat. Nur zwei Instrumente sind bis heute erhalten; die Warlitzer Orgel ist die einzige Stein-Orgel Mecklenburgs. Abgesehen von der Entnahme der Prospektpfeifen für Kriegszwecke im Jahre 1917 wurde sie in ihrem Pfeifenbestand niemals verändert und repräsentiert heute den seltenen Fall einer fast völlig unberührt erhaltenen Intonation im Stil einer thüringischen Barockorgel. 2004 wurde das Instrument durch die Werkstätten Jehmlich und Wegscheider (Dresden) restauriert.

### Glocken
Zur originalen Ausstattung gehörten zwei Glocken, die durch Johann Hinrich Armowitz in Lübeck gegossen worden waren. Diese wurden leider 1942 ausgebaut, an die Kriegswirtschaft abgeführt und eingeschmolzen. Im Jahre 2010 wurde beschlossen, bei der Glockengießerei Rudolf Perner in Passau den Neuguss zweier Bronzeglocken in Auftrag zu geben, welche die 1962 angeschaffte Eisenhartgussglocke ersetzen sollten. Die neuen Glocken tragen auch wieder die durch Friedrich Schlie dokumentierten lateinischen Inschriften der Originale. Bemerkenswert ist insbesondere der Spruch der großen Glocke, welche den Vers 8 aus Psalm 66 in der humanistischen Neufassung der Bibel in lateinischer Sprache durch Sebastian Castellio aus dem Jahre 1551 trägt. Diese Glocke enthält auch wieder das für das Original dokumentierte Wappen der Familie Sinold genannt Schütz mit dem Sechsstern des landgräflichen Hauses von Hessen-Darmstadt. Im Jahre 2011 wurden beide Glocken, die auf die Schlagtöne a1 und cis2 gestimmt sind, feierlich ihrer Bestimmung übergeben. Mit Rücksicht auf die ansonsten komplett original erhaltene Ausstattung werden auch die neuen Glocken traditionell von Hand geläutet.

### Uhr
Im Turm befindet sich ein original erhaltenes historisches Uhrwerk, das 1769 durch Nikolaus Schröder in Lüneburg gefertigt wurde. Nach jahrzehntelanger Stilllegung wurde es 2010 durch den Restaurator Thomas Wurm aus Erfurt komplett restauriert und wieder in Betrieb genommen. Es ist ein Zwillingsstück des Uhrwerkes in der Stadtkirche Ludwigslust, zeigt wie jenes nur die Stunden an und schlägt seit Oktober 2010 wieder zu jeder vollen Stunde. Das Schlagwerk ist mit der großen Glocke verbunden. Es muss alle zwei Tage von Hand aufgezogen werden.

### Gruft
Der unter dem Ostteil der Kirche befindliche Gruftraum enthielt ursprünglich fünf Särge. Bei den Bestatteten handelt es sich um Maximilian von Schütz mit seiner Ehefrau Amalia Margarethe geb. von Fabrice, seine Schwester Albertine sowie die Kinder Ferdinand und Georg Ludwig von Schütz. Der dritte Sohn August Albrecht von Schütz wurde in der Petrikirche in Lübeck bestattet. Die einzige Tochter Louise Elisabeth von Veltheim geb. von Schütz ist in Destedt bei Braunschweig beerdigt. Nach Verkauf des Gutes an die Familie von Könemann wurde die Gruft nicht erneut als Grablege verwendet und verblieb wie die ganze Kirche im Ursprungszustand. Sie wurde jedoch leider nach 1945 aufgebrochen, dabei wurden die Särge geöffnet und ausgeraubt. Durch nachfolgend hinein gewehtes Laub und weiteren Unrat gerieten die Särge mit den Bestatteten in einen trostlosen und unwürdigen Zustand. Im Jahre 2013 wurde durch die Forschungsstelle Gruft (Lübeck) der Bestand archäologisch-medizinisch erfasst, sortiert und in drei restaurierten Särgen erneut beigesetzt. Die Fragmente der beiden aufgrund fortgeschrittenen Verfalls nicht zu restaurierenden Särge liegen seitdem gesichert und dokumentiert in der Gruft.

## Kirchenmusik
Ungewöhnlich für eine Gutskapelle diesen Formats ist, dass nach ihrer Fertigstellung nicht nur die Gottesdienste musikalisch ausgestaltet wurden, sondern auch regelmäßige Figuralmusiken stattfanden. Diese hatten aber vermutlich nur bescheidenen Umfang und die Concerts spirituels in der gleichzeitig erbauten Hofkirche in Ludwigslust zum Vorbild. Die heutige Orgelempore war in den ersten Jahren bis zum Tod des Kirchenstifters unbestuhlt, sie war ausschließlich für diese Musikdarbietungen bestimmt. Angestellt wurde dafür Johann Caspar Bing aus Gamstädt bei Gotha, der als geistlicher Betreuer des Gutsherrn auch für dessen Privatgottesdienste zuständig wurde. Unmittelbar nach dem Tode von Maximilian von Schütz brach diese Tradition jedoch ab. Seit der Restaurierung der Orgel im Jahre 2004 ist sie mit einer neuen kirchenmusikalischen Konzertreihe wiederbelebt worden, in welcher Musik aus der Entstehungszeit der Kirche und von Komponisten, die zu ihr in direkter oder indirekter Beziehung stehen, den Mittelpunkt bildet.

## Theologische Konzeption
Die Kirche ist der heiligen Dreifaltigkeit gewidmet, was künstlerisch an verschiedenen Orten auf symbolische Weise umgesetzt ist. Das Innere ist auf den ersten Blick hin schlicht und ohne Bildelemente gestaltet. Damit entspricht der Bau Tendenzen der lutherischen Orthodoxie zum einen und der Kunstentwicklung der Aufklärung auf der anderen Seite.
Die drei Personen der Trinität manifestieren sich an drei Orten der Kirche, wodurch sie drei räumliche Dimensionen abbilden, in denen sich der Gläubige beim Eintreten bewegt.

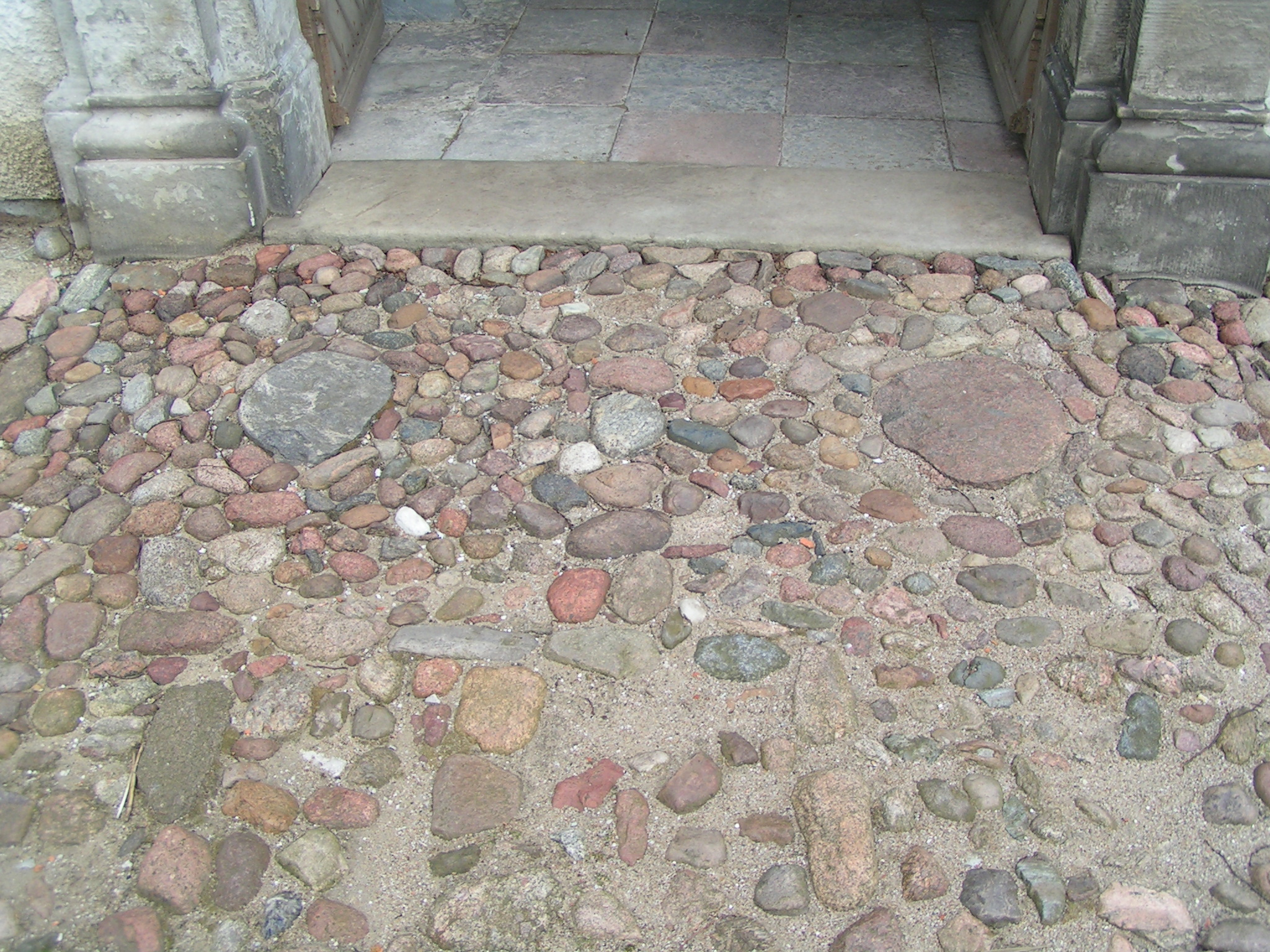
Bodenpflaster vor dem Hauptportal

Angelpunkt ist das Dreieck als Symbol für die Dreifaltigkeit. Es ist an zwei Stellen zu finden: Im Deckenspiegel in der Mitte der Kirche sowie auf dem mittleren Oberteil des Altars, hier eingebettet in eine prunkvolle Wolkenstruktur. Das vor dem Portal befindliche Steinpflaster ist nicht einfach ein schmückender Fußabtreter, sondern enthält eine symbolische Struktur, die auf Christus verweist: Zwei flache runde Steine markieren die Türpfosten (Ich bin die Tür, wenn jemand durch mich hineingeht, wird er selig werden, Joh 10,9). Wahrscheinlicher ist aber die Deutung des Pflasters als symbolische Abbildung vom Lager des Jakob, der träumend die Himmelsleiter erschaute. Die beiden runden Steine könnten dann für die Abdrücke der Leiterholme stehen. Das anschließende Gelübde Jakobs, an diesem Ort das Haus Gottes (Bethel) zu errichten (Gen 28, 17), würde zur biographischen Situation des Kirchenstifters Maximilian von Schütz passen. Die rätselhafte Struktur am vorderen Rand des Pflasters dürften ursprünglich vier Taukreuze zum Gedächtnis an die vier verstorbenen Kinder des Kirchenstifters gewesen sein.
Das im Deckenspiegel abgebildete hebräische Wort aus Ex 3,14 ist in der Umschrift als AHJH zu lesen. Im Unterschied zum häufiger verwendeten Gottesnamen JHWH bedeutet es die Selbstbezeichnung Gottes "Ich bin, der ich sein werde". Die an Mose gerichtete Verheißung, das Volk Israel aus der Sklaverei zu führen, wird hier der christlichen Tradition gemäß mit der Verheißung der Auferstehung verknüpft, welche sich sowohl an die darunter in der Gruft Bestatteten wie auch an die versammelte Gemeinde richtet.

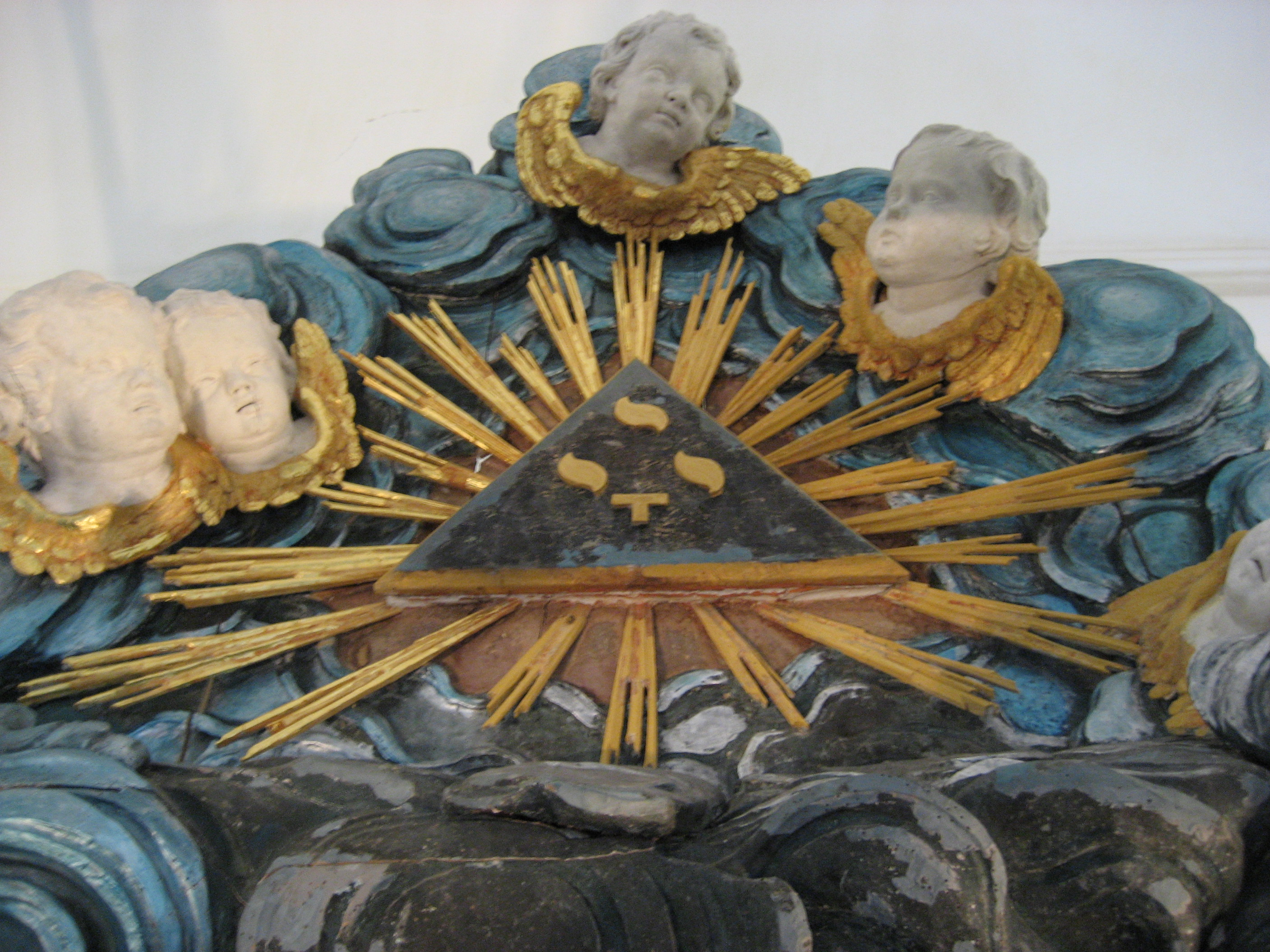
Das Schöpfungswort in der Gloriole auf dem Kanzelaltar

Über dem Altar findet man einen schlichten Säulenaufbau mit Kanzel und großer Wolkenstruktur, darüber ein gewaltiger Strahlenkranz mit Engeln. In ihm ist ebenfalls ein Dreieck enthalten. Darin befindet sich dreifach der hebräische Buchstabe Jod kombiniert mit dem darunter befindlichen Vokalzeichen Quamäz. Die in der christlichen Ikonographie häufiger verwendete Kombination des dreifachen Jod würde den Heiligen Geist repräsentieren, in der hier vorliegenden Erweiterung mit dem Vokalzeichen bedeutet es im engeren Sinne das Schöpfungswort (Gen 1,3), das aus dem über den Wassern schwebenden Geist Gottes hervorgeht. In der Wolkendarstellung sind fünf geflügelte Engelsköpfe enthalten.
Die Darstellung ist in ihrer Konzeption deutlich von der Gestaltung des barocken Hauptaltars der St. Nikolai-Kirche in Stralsund als Vorbild beeinflusst. Dessen komplexes zahlensymbolisches Bildprogramm wird hier in Warlitz vereinfacht wiedergegeben. Hervorzuheben ist, dass der Gestaltung der Altarrückseite in Stralsund hier der Deckenspiegel entspricht. Durch die Verteilung der Betrachtungsflächen des Vorbilds auf verschiedene Positionen im Kirchenraum wird die räumliche Aussage zusätzlich betont. Es geht insbesondere um den Einbezug der Bestatteten in der Gruft und deren Verknüpfung mit der sich versammelnden Gemeinde in der Hoffnung auf die Auferstehung.
Das Gemeindegestühl hat geschwungene Rückenlehnen, die jene Wasserwogen repräsentieren, die die Israeliten vor den Ägyptern gerettet haben. Der Mittelgang verweist durch die auf die Seiten des Gestühls gemalten Schaumkronen auf das durch Mose geteilte Schilfmeer.
An der Kirchturmspitze prangt der Fisch des Jona anstelle des sonst gebräuchlichen Hahns. Dies ist einerseits ein Hinweis auf die Auferstehung, zum anderen soll der Gläubige daran erinnert werden, dass er den Weisungen Gottes Folge leisten muss.

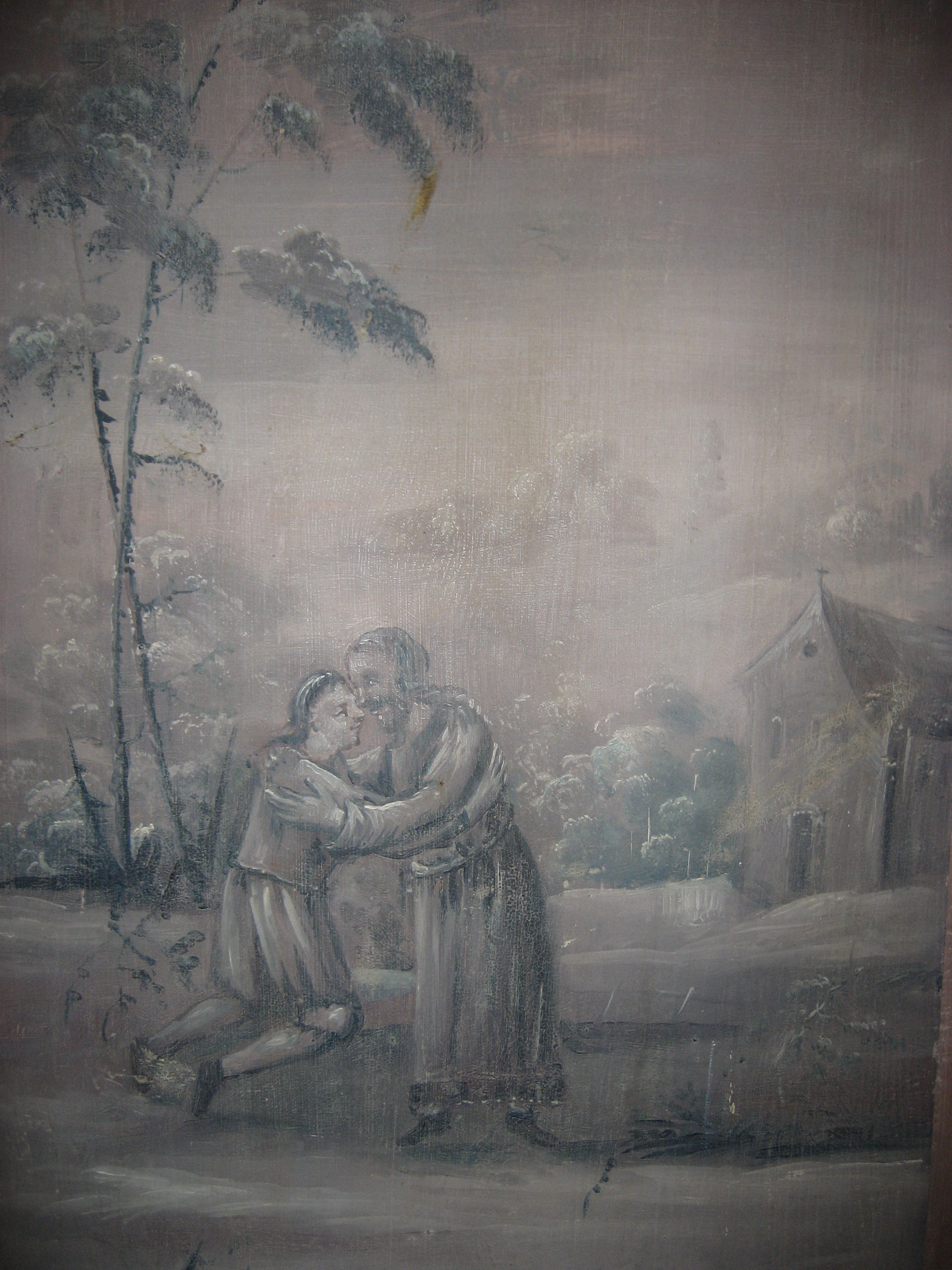
Genrebild: Der verlorene Sohn

Rechts vom Altar befindet sich hinter der Warlitzer Patronatsloge die Sakristei, die ursprünglich auch als evangelischer Beichtstuhl diente. An ihr sind außen vier wertvolle Grisaillegemälde angebracht, die Gleichnisszenen darstellen. Diese heute seltenen Genrebilder sind gut erhalten und inzwischen konservierend restauriert. Sie sind dem Blick der Gemeinde entzogen und dienten dem Pastor als Inspirationsquelle bzw. auch als Illustration für das Beichtgespräch. Dargestellt sind Motive aus dem Gleichnis vom verlorenen Sohn sowie vom verlorenen Schaf und vom Sämann. Gemalt wurden sie wahrscheinlich von Heinrich Julius Tode.
Die Befolgung des biblischen Bilderverbotes wurde ansonsten konsequent umgesetzt. Eine Ausnahme sind die zahlreichen Engelsdarstellungen. Gleichförmige Paare von Engelsgesichtern aus Stuck befinden sich oberhalb der Fenster an den Seitenwänden. Zwei plastische Engelsfiguren befinden sich auf dem Altar rechts und links. Sie tragen jeweils Attribute, die eine im 18. Jahrhundert häufig verwendete Symbolbedeutung haben. Der südliche trägt Kreuz und Kelch, der nördliche ein flammendes Herz. Diese drei Attribute repräsentieren die entscheidenden Elemente der christlichen Heilsverkündigung, die Kreuzeserlösung durch das Blut Christi bzw. die christlichen Kardinaltugenden Glaube, Hoffnung und Liebe. Das erhoben präsentierte flammende Herz bekommt im Sinne des Sursum Corda eine herausragende Stellung, wie auch Paulus im ersten Korintherbrief die Liebe "als die größte unter ihnen" hervorhebt. Ein dritter Engel sitzt auf der Orgel und bläst eine Trompete. Diese Engel bilden wiederum die Dreiheit ab.
Im Farbkonzept der Kirche dominiert die Grundfarbe Weiß sowie die Farben Blau, Gold und Purpurviolett. Auch hiermit wird die Dreifaltigkeit abgebildet: Gold steht für das Göttliche, Blau für den Himmelskörper bzw. den Heiligen Geist, sowie Purpurviolett für Christus. Die additive Summe ergibt die Grundfarbe Weiß als Symbol der Reinheit und Vollendung.